# Platycheirus varipes
Platycheirus varipes là một loài ruồi trong họ Ruồi giả ong (Syrphidae). Loài này được Curran mô tả khoa học đầu tiên năm 1923. Platycheirus varipes phân bố ở miền Tân bắc (Greenland)